# فرودگاه داهارا
فرودگاه داهارا (به انگلیسی: Dahara Airport) یک فرودگاه همگانی است . این فرودگاه در کشور موریتانی قرار دارد .